# Miguel Ydígoras Fuentes
Miguel Ydígoras Fuentes, né le 17 octobre 1895 à Retalhuleu et mort le 27 octobre 1982 à Guatemala, est un militaire et homme d'État guatémaltèque, président du Guatemala de 1958 à 1963.
En exil après le renversement du président Federico Ponce Vaides en 1944, il s'efforce ensuite d'obtenir un parrainage pour renverser le gouvernement de Jacobo Árbenz Guzmán d'obédience socialiste. Après le triomphe de l'anticommuniste Mouvement de libération nationale en 1954, il fonde le Parti Redención et devient président du Guatemala du 2 mars 1958 au 31 mars 1963, date à laquelle il est renversé par un coup d'État dirigé par son ministre de la Défense, Enrique Peralta Azurdia. Son régime dictatorial est soutenu par les États-Unis.
Pendant sa dictature, les relations du Guatemala avec Cuba sont suspendues, en partie à cause de l'arrivée au pouvoir de Fidel Castro. Ydígoras autorise la formation au Guatemala de 5 000 soldats anticubains et met à disposition des pistes d'atterrissage dans la région du Petén pour faciliter l'invasion nord-américaine de la baie des Cochons à Cuba en 1961. Il provoque également un conflit diplomatique avec le Mexique lorsqu'il ordonne une attaque aérienne contre des bateaux de pêche mexicains qui violaient couramment les eaux guatémaltèques. Sous son gouvernement a eu lieu le soulèvement militaire raté qui a marqué le début de la guerre civile guatémaltèque, qui a duré 36 ans et causé 200 000 morts.

## Premières années
Né le 17 octobre 1895 à Retalhuleu de l'union de Miguel Ydígoras y Herreros et d'Atala Fuentes y Ugarte, José Miguel Ydígoras Fuentes avait un frère, nommé Álvaro. Il grandit sur une plantation de café, produit dont il affirmera plus tard consommer jusqu'à dix tasses par jour.
Il est diplômé en tant que porte-drapeau de sa classe de l'École polytechnique ― l'académie militaire du Guatemala ― et représente le pays à la Conférence de la paix à Paris en 1919 à la fin de la Première Guerre mondiale. En 1937, il est promu général.

## Gouvernement du général Ubico
Durant le gouvernement du général Jorge Ubico, Ydígoras Fuentes est chef politique de deux départements et est nommé directeur de la Direction générale des routes en 1939, poste qu'il occupe jusqu'à la chute du régime ubiquiste le 1er juillet 1944. Ydígoras quitte le pays et se rend à Washington comme attaché militaire puis éventuellement comme ambassadeur au Royaume-Uni.

## Élection présidentielle de 1950
En vue des élections de novembre 1950, Ydígoras Fuentes revient au Guatemala pour se présenter comme candidat d'opposition contre le colonel Jacobo Árbenz Guzmán, mais est défait. L'opposition allègue qu'il y a eu manipulation considérable des électeurs de la part du gouvernement de Juan José Arévalo, qui a mis des ressources considérables à la disposition du candidat officiel. Le 10 janvier 1951, Ydígoras, mécontent de la défaite, part pour l'ambassade des États-Unis au Salvador et se présente au secrétaire aux affaires de ladite ambassade, William Wieland. Ydígoras s'empresse de lui raconter un prétendu incident où il aurait été pris pour un communiste par un professeur chilien lors d'une réunion à Londres, en Angleterre. Celui-ci aurait aussi avancé que, lui et Arévalo, étaient des agents soviétiques et que ce dernier avait été envoyé au Guatemala pour prendre le pouvoir « au nom du Kremlin ». Ydígoras fait part ensuite qu'il est disposé et désireux de défendre sa patrie, mais qu'il requiert une aide financière pour ce faire. Wieland l'interrompit à ce moment-là et conclut la réunion en disant : « Merci, Général, pour cette visite agréable et instructive». Ce ne serait pas la dernière fois que Ydígoras ferait mauvaise impression auprès des officiers américains.
Quelques semaines plus tard, des collaborateurs d'Ydígoras rendent visite à Anastasio Somoza García, le président du Nicaragua, pour l'informer qu'ils disposaient déjà de l'armée et des armes nécessaires pour renverser Arévalo le 28 février 1951, mais qu'ils avaient besoin d'argent. Somoza leur a dit de saluer Ydígoras en son nom, mais ne leur donne rien, car il ne croit pas que l'armée guatémaltèque soit disposée à ce moment-là de mener un coup d'État.
Depuis le Salvador, Ydígoras Fuentes collabore avec le colonel Castillo Armas dès les premiers stades de l'invasion organisée par la CIA pour renverser le régime de gauche d'Arbenz. Une fois au pouvoir, triomphant, Castillo Armas envoie Ydígoras Fuentes comme ambassadeur en Colombie pour l'écarter de la scène nationale.

## Présidence de la République
En 1957, après l'assassinat de Castillo Armas, Ydígoras Fuentes retourne pour participer aux élections, dont il en sort vainqueur. Son vice-président est le puissant éleveur Manuel Ralda Ochoa, tandis que son ministre des Affaires étrangères est Jesús Unda Murillo. Sous son gouvernement, les relations du Guatemala avec Cuba sont suspendues, en partie à cause de l'arrivée au pouvoir de Fidel Castro.

### Conflit diplomatique avec le Mexique

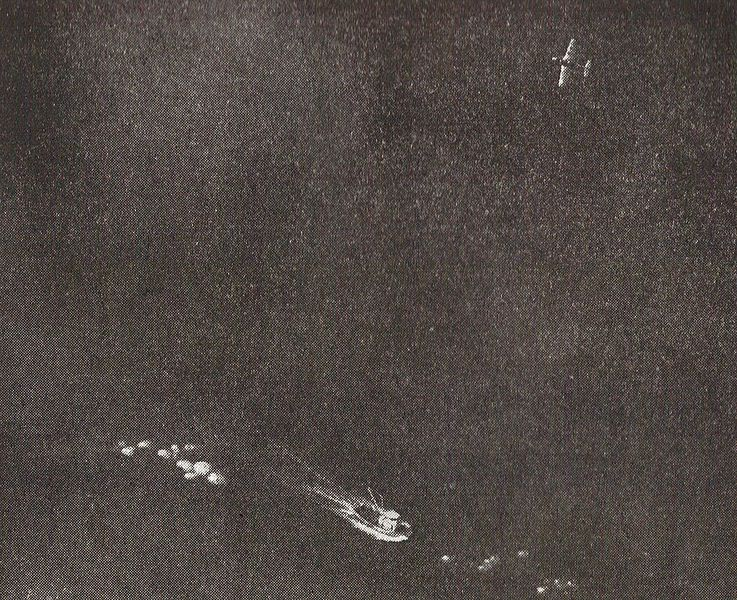
Un Mustang des Forces armées guatémaltèques survole le navire tandis qu'un autre Mustang délivre des volées d'avertissement.

À partir de novembre 1956, le Guatemala notifie à plusieurs reprises au gouvernement mexicain l'exploitation forestière illégale dans le  Petén et la pêche illégale de crevettes dans les eaux guatémaltèques de l'océan Pacifique depuis 1954. Le gouvernement guatémaltèque précise que ces navires ne portent pas de plaques d'identification ni de drapeaux nationaux et que le Guatemala se réserve le droit d'attaquer lesdits « pirates ». Le 8 novembre 1957, le ministre guatémaltèque des Affaires étrangères envoie une lettre diplomatique, la première d'une série de plaintes formelles au gouvernement mexicain, expliquant que l'exploitation forestière illégale et le braconnage dans les eaux territoriales guatémaltèques sont devenus une pratique courante et somme le Mexique de prendre les mesures qui s'imposent.
En novembre 1958, malgré les exhortations de la Direction générale de la marine marchande mexicaine, les navires mexicains continuent leurs activités, ce qui génère des tensions supplémentaires entre les deux nations et pousse le président Ydígoras Fuentes à mettre en garde le Mexique contre le recours à la force pour préserver l'intégrité de la frontière et les richesses naturelles du Guatemala.
Le 28 décembre 1958, un avion C-47 de l'armée de l'air guatémaltèque effectue une mission de reconnaissance afin de corroborer les informations faisant état de petits navires mexicains dans les eaux guatémaltèques. Le matin du 29 décembre, le gouvernement mexicain est à nouveau sommé de prendre les mesures appropriées pour que cessent les allées et venues des navires mexicains en eaux guatémaltèques. Le 30 décembre, la presse mexicaine publie une lettre ouverte écrite par le président Ydígoras Fuentes, dans laquelle il menace de « bombarder et mitrailler jusqu'à couler chaque bateau pirate jour et nuit, jusqu'à ce que nous mettions fin à ces bandits, pirates et flibustiers »,.
L'armée de l'air mexicaine ne répond pas à l'attaque. Il est suggéré que le président du Mexique, Adolfo López Mateos, n'ait pas voulu créer d'escalades, notamment parce que le Mexique est le pays leader de l'Organisation. des États américains (OEA).
En mars 1959, la situation diplomatique s'aggrave lorsque Ydígoras Fuentes accuse le gouvernement mexicain d'héberger d'anciens responsables guatémaltèques et de planifier une invasion du Guatemala depuis le Mexique. Bien que cette accusation ait été rejetée et niée, Ydígoras Fuentes porte d'autres accusations, notamment une alliance militaire secrète entre le Belize et le Mexique pour envahir le Guatemala.
Finalement, en août 1959, les responsables des deux pays indiquèrent aux ambassadeurs des pays médiateurs qu'ils étaient prêts à reprendre les relations diplomatiques. Pour résoudre le conflit, le Guatemala indique regretter avoir dû recourir à la violence contre les bateaux de pêche et le Mexique que les pêcheurs mexicains soient entrés sur le territoire guatémaltèque à l'insu du gouvernement mexicain et assure que de telles activités ne se poursuivraient pas et qu'il restreindrait ce comportement par le biais de ses garde côtière de la marine mexicaine. Le Guatemala accepte d'indemniser les pêcheurs blessés et les familles des victimes ainsi que de négocier la réparation des bateaux. Il se réserve toutefois le droit d'empêcher la pêche illégale sur ses côtes. Les deux gouvernements conviennent d'élaborer un accord et d'accepter  une médiation par le biais de la Cour internationale de justice à l'avenir si cela s'avérerait nécessaire.

### Entraînement de troupes anticastristes à Retalhuleu
Ydígoras Fuentes autorise la formation de 5 000 soldats cubains anticastristes à la ferme La Helvetia à Retalhuleu. Il fournit ces camps d'entraînement aux membres de l'expédition en échange des promesses faites par le gouvernement du président américain John F. Kennedy, qui en a révélé le contenu plus tard : de l'argent sonnant et trébuchant et une augmentation du quota de sucre guatémaltèque sur le marché américain. Ydígoras Fuentes met également à disposition des pistes d'atterrissage dans la région du Petén pour faciliter l'invasion américaine de la baie des Cochons à Cuba en 1961.

### Début de la guerre civile

#### Rébellion du 13 novembre 1960
Entre les 11 et 12 novembre 1960, un groupe de jeunes officiers, sous-officiers et soldats de l'Armée de terre nationale guatémaltèque se sont réunis à Guatemala pour renverser le gouvernement d'Ydígoras Fuentes, profitant de la situation difficile des unités militaires en termes de mauvais traitement et de mauvais soutien logistique et en raison de la corruption et de la mauvaise gestion du gouvernement. Inspirés et encouragés par le triomphe de la révolution cubaine, ils indiquent dans une déclaration que le moment est venu d'agir pour « renverser le gouvernement (...) et former un gouvernement respectueux des droits de l'homme, qui cherche des remèdes aux maux de notre pays et qui mène une politique étrangère sérieuse et digne ».
La rébellion a lieu le 13 novembre, mais en raison du manque de coordination entre les putschistes et de la défection de plusieurs des conspirateurs qui les ont trahis, les rebelles fuient vers les bases militaires de Zacapa et de Puerto Barrios, où ils pensent à tort être aidés par leurs compagnons. Vaincus, les principaux dirigeants rebelles, le lieutenant et spécialiste du renseignement et le sous-lieutenant et ranger Marco Antonio Yon Sosa et Luis Augusto Turcios Lima doivent se cacher et s'exiler du Guatemala.
Deux jours après le soulèvement militaire du 13 novembre contre son gouvernement, le président décide de se rendre à Puerto Barrios pour poursuivre personnellement les rebelles, assisté par plusieurs membres de son état-major présidentiel, sans de réelle suite notable.

#### Formation des Forces armées rebelles
Le 7 février 1962, un petit groupe de jeunes rebelles dirigés par Yon Sosa et Turcios Lima, ainsi que César Montes, créent le Mouvement révolutionnaire du 13 novembre (MR-13). Le groupe vise à renverser le gouvernement par les armes. Pour ce faire, ils contactent des formations politiques, notamment le Parti guatémaltèque du travail, pour nouer des alliances. La crise politique se poursuit et le gouvernement ouvre de nombreux flancs, déclenchant ainsi la guérilla au Guatemala.
En 1963, dans un contexte de protestations et de grèves des travailleurs des postes et de la santé, des membres militaires et civils du MR-13 caressent l'idée de mettre sur pied une organisation de guérilla en réaction au pouvoir gouvernemental. Le 7 février, ils conviennent d'annoncer publiquement la création des Forces armées rebelles (FAR), regroupant le MR-13, le Parti guatémaltèque du travail et le Mouvement du 12 avril, en nommant le commandant Yon Sosa comme chef militaire de l'organisation.

#### Journées étudiantes de mars et avril 1962
Ydígoras Fuentes mène en décembre 1961 une fraude électorale en vue d'y faire élire ses députés au Congrès de la République. Il est déterminé que ceux-ci prennent fonction le 1er mars 1962, mais le processus est entravé le même jour par d'importantes manifestations et grèves étudiantes dans la capitale du pays. Des étudiants se mobilisent sous le nom d'Association des étudiants universitaires (AEU). Des drapeaux noirs sont placés sur les façades des immeubles pour dénoncer « la mort de la démocratie ». La protestation a un effet et, les jours suivants, des actions contre le régime se multiplient, notamment de grandes manifestations dans les rues de la capitale.
Le 9 mars, l'AEU appelle à un deuxième arrêt de travail puis le 13, une nouvelle grève paralyse une bonne partie de l'activité économique de la capitale. Les entrées de la ville et les déplacements des véhicules sont contrôlés. Armés de bâtons, pierres et quelques cocktails Molotov, les étudiants stoppent l'avancée des forces publiques. Il s'agit des premiers jours de lutte massive depuis le coup d’État contre-révolutionnaire de 1954. Après que le gouvernement ait coupé le réseau téléphonique, les étudiants occupent les stations de radio pour transmettre leurs messages et ainsi coordonner leurs actions. Les protestations s'étendent dans d'autres villes, telles que Chiquimula, Jutiapa, Retalhuleu, San Marcos, Huehuetenango et principalement à Quetzaltenango, le deuxième centre de protestation étudiante.
Les étudiants sont appuyés par des groupes d'ouvriers, de syndicalistes, de paysans, de petits entrepreneurs, de femmes et d'artistes et par des partis d'opposition. Parmi les principales revendications des manifestants, l'annulation des élections législatives, la démission du président, la dissolution du Congrès, l'abrogation de la Constitution de 1956 et le retour en vigueur de celle de 1945 ainsi qu'une réforme agraire. Plusieurs instituts d'État sont violemment attaqués par la police. En réaction,Ydígoras Fuentes publie une déclaration dans laquelle il attribue les troubles aux communistes et appelle la population à ne pas permettre que le « communisme » « ensanglante » à nouveau le Guatemala.
Bénéficiant d'un appui timide des forces armées, Ydígoras peine à mettre fin aux protestations étudiantes. Mécontents de l'administration présidentielle et voyant que ceux-ci s'apprêtaient à faire tomber le gouvernement comme lors de la révolution d'octobre 1944, les hauts responsables militaires tentent d'approcher les étudiants afin de planifier la transition post-Ydígoras. In extremis, ce dernier conclut un accord avec les militaires et accepte – en échange de leur support – de modifier complètement la composition de son gouvernement pour n'y inclure que des membres des forces armées. Bénéficiant à nouveau du rapport de force, Ydígoras ordonne la répression des manifestations, la mise en place d'un état de siège et d'un couvre-feu. De nombreux étudiants sont mitraillés, capturés et persécutés et la résistance populaire, vaincue.
Lorsqu'il est mis fin à la rébellion populaire, le bilan des morts et des blessés se chiffre à plusieurs dizaines, en plus de centaines de prisonniers et de nombreux expulsés du pays. En réaction, plusieurs étudiants abandonnent la mobilisation de masse et la protestation sociale comme moyens de changer le système politique antidémocratique et rejoignent la guérilla armée, composée principalement d'étudiants de l'Université de San Carlos. Il s'agit du déclenchement de la pré-insurrection.

### Coup d'État de 1963
Dans un contexte où le gouvernement d'Ydígoras Fuentes est sur la corde raide et cherche à calmer le jeu, celui-ci permet à l'ancien président, le socialiste Juan José Arévalo, leader autour duquel toute la gauche est unie, de revenir au pays et de se présenter aux élections de 1963 pour la période 1964-1970. Les dirigeants de l’armée guatémaltèque et les classes supérieures les plus conservatrices de la société s’y opposent fermement, craignant la possibilité d’une répétition de l’expérience de gouvernement social-démocrate survenue entre 1944 et 1954.
Fin mars 1963, les rumeurs selon lesquelles Arévalo entrerait au pays s'intensifient. Le 29 mars, les journaux rapportent à leur une que ce dernier se trouve au Guatemala. Le lendemain, à l'aube du 30 mars, Ydígoras est renversé par son ministre de la Défense, le colonel Enrique Peralta Azurdia, qui déclare immédiatement l'état de siège, annule les élections de 1963, craignant un retour d'Arévalo, et accuse Ydígoras de vouloir donner le pouvoir à l'ennemi. Ydígoras est ensuite expulsé du pays vers le Panama, coupant ainsi court à la première opportunité de remettre le Guatemala sur la voie démocratique interrompue il y a dix ans.
En 1974, alors qu'il est toujours en exil, Ydígoras affirme que son renversement était une conséquence de l'échec de l'invasion de la baie des Cochons : selon lui, le président des États-Unis John F. Kennedy, ayant mené l'invasion, l'avait utilisé comme bouc émissaire et avait ordonné son renversement.

## Réalisations
Pendant son mandat, Ydígoras procède à la désignation de plusieurs villes du pays, portant des noms notoires tels que Pedro de Alvarado, Tecún Umán (es), Melchor de Mencos et Matías de Gálvez, entre autres.
Également, est entamée sous son gouvernement la construction du Théâtre national, qui est finalement interrompue en raison du décès du maître d'œuvre Marco Vinicio Asturias.

## Mort
Plus tard, il vit dans la ville de Guatemala jusqu'au jour de sa mort, à 86 ans, étant l'un des présidents du Guatemala ayant vécu le plus longtemps, derrière Guillermo Flores Avendaño, Enrique Peralta Azurdia et Efraín Ríos Montt. Il meurt d'une hémorragie cérébrale le 6 octobre 1982 à Guatemala, puis est enterré au cimetière général de cette ville.